# Cussy-les-Forges
Cussy-les-Forges is een gemeente in het Franse departement Yonne (regio Bourgogne-Franche-Comté) en telt 326 inwoners (2004). De plaats maakt deel uit van het arrondissement Avallon.

## Geografie
De oppervlakte van Cussy-les-Forges bedraagt 13,9 km², de bevolkingsdichtheid is 23,5 inwoners per km².
De onderstaande kaart toont de ligging van Cussy-les-Forges met de belangrijkste infrastructuur en aangrenzende gemeenten.

## Demografie
Onderstaande figuur toont het verloop van het inwonertal (bron: INSEE-tellingen).